# Сагарадзе Гурам Георгійович
Гурам Георгієвич Сагарадзе (груз. გურამ გიორგის ძე საღარაძე; (12 січня 1929 , Тифліс, Грузинська РСР, СРСР  — 17 січня 2013 , Тбілісі )) — радянський і грузинський актор театру і кіно, читець, народний артист Грузинської РСР (1973).

## Життєпис
Народився 1929 року в акторській родині. Його батько Георгій Сагарадзе був відомим грузинським артистом. 1951 року Гурам закінчив Тбіліський театральний інститут ім. Шота Руставелі й того ж року став артистом Грузинського театру імені Шота Руставелі, де грав усе життя. Зіграв більш ніж у 100 спектаклях.
У кіно дебютував у 1956 році в історичному фільмі Лео Есакії «Баші-Ачукі», де зіграв Пеікара Мірзу. Найбільш відомі його ролі у фільмах Мамлюк та Берега (за романом Чабуа Аміреджібі «Дата Туташхія»). Виступав як майстер художнього слова.
Помер 17 січня 2013 року у себе вдома в Тбілісі уві сні від зупинки серця . Це сталося після повернення з похорону свого друга грузинського режисера Театру імені Марджанішвілі Реваза Мірцхулава . Похований у Дідубійському пантеоні .

### Родина
- Батько — актор Георгій Сагарадзе (1906—1986), народний артист Грузинської РСР .
- Дружина — балерина Ірина Григорівна Кебадзе (шлюб розпався, з 1965 року до її смерті в 2021 році — дружина Вахтанга Кікабідзе).
- Донька — Марина Сагарадзе (нар.. 1956), актриса Тбіліського академічного театру імені Шота Руставелі.
- Онук — Георгій Арешідзе (нар.. 1979)

## Нагороди
- Орден Честі (1998).
- Орден Трудового Червоного Прапора .
- Медаль «За трудову відзнаку» (1958)[5] .
- Народний артист Грузинської РСР (1973).
- Лауреат Державної премії Грузинської РСР імені Шота Руставелі
- Лауреат Державної премії СРСР
- Почесний громадянин Тбілісі (2001).
- 13 листопада 2006 року перед театром Руставелі в Тбілісі було відкрито зірку Гурама Сагарадзе[6] .

## Пам'ять
- Меморіальна дошка в Тбілісі (сад Державного музею театру, музики, кіно та хореографії).

## Творчість

### Роботи у театрі
- «Сон літньої ночі» (Вільям Шекспір) — Тезей
- «Юлій Цезар» (В. Шекспір) — Юлій Цезар
- «Кавказький крейдяний круг»
- «Король Лір» (В. Шекспір) — блазень

### Фільмографія
1. 1956 — Баши-Ачук (Грузія-фільм) — Пейкар Мірза
2. 1956 — Піснь Етери (Грузія-фільм) — Петре (дублював Т. Добротворський)
3. 1958 — Мамелюк (Грузія-фільм) — Ібрагім
4. 1963 — Паліастомі (Грузія-фільм) — семинарист (дублював Лев Фричинський)
5. 1965 — Надзвичайне доручення (Вірменфільм) — епізод
6. 1966 — Як солдат від війська відстав (Грузія-фільм) — епізод (немає в титрах)
7. 1971 — Давним-давно (новела «Нуца»; Грузія-фільм)
8. 1973 — Останній подвиг Камо (Грузія-фільм) — посол
9. 1977 — Береги (4-та серія; Грузія-фільм) — Іраклій Хурцидзе, адвокат, князь
10. 1982 — Дмитрій II (Грузія-фільм) — Буга Ноїн
11. 1987 — Король Лір — герцог Бургундський
12. 1990 — Спіраль (Грузія-фільм) — ректор
13. 1992 — Золотий павук (Грузія-фільм) — професор Зубашвілі
14. 1996 — Макбет (Грузія) — перша відьма
15. 2004 — Кавказький крейдяний круг (Грузія; ГТРК Культура) — Казбегі / єфрейтор / монах-п'яничка Никифор
16. 2005 — І йшов поїзд (Грузія, Росія) — пасажир